# Kamakura-gun

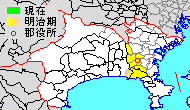
Meiji-zeitliche Lage des Kreises (gelb & orange) in Kanagawa mit Gemeindegrenzen des 21. Jahrhunderts

Kamakura (鎌倉郡 Kamakura-gun bzw. historisch gelesen Kamakura no kōri) war vom Altertum bis 1948 ein Landkreis (-gun/kōri) der japanischen Provinz (kuni/-shū) Sagami/Sōshū bzw. in der Moderne der Präfektur (-ken) Kanagawa. Er lag im Osten von Sagami an der Sagami-Bucht und umfasste die gesamte heutige kreisfreie Stadt (-shi) Kamakura sowie Teile von Yokohama und Fujisawa. Vollständig zu Kanagawa gehört er bereits seit der flächendeckenden Einteilung Japans in Präfekturen 1871. Die moderne Kreisverwaltung wurde 1878 in Totsuka eingerichtet. Bei der Einteilung in die heutigen Gemeindeformen 1889 bestand Kamakura zunächst aus zwei Städten und 18 Dörfern. 1939 wurden größere Teile in die Präfekturhauptstadt Yokohama eingemeindet und die Stadt Kamakura kreisfrei, die danach verblieben vier Gemeinden verschwanden in den 1940er Jahren.

## Gemeinden 1889
| Gemeindegliederung in Kamakura (Ziffern) und Kōza westlich davon 1889, heutige Gemeinden in Flächenfarben | |
| - 1 戸塚町 Totsuka-machi, Sitz der Kreisverwaltung, 1939 zu Yokohama-shi - 2 中川村 Nakagawa-mura, 1939 zu Yokohama-shi - 3 川上村 Kawakami-mura, 1939 zu Yokohama-shi - 4 永野村 Nagano-mura, 1939 zu Yokohama-shi - 5 豊田村 Toyoda-mura, 1939 zu Yokohama-shi - 6 本郷村 Hongō-mura, 1939 zu Yokohama-shi - 7 小坂村 Osaka-mura, ab 1933 大船町 Ōfuna-machi, 1948 zu Kamakura-shi - 8 玉縄村 Tamanawa-mura, 1939 zu Ōfuna-machi (1948 zu Kamakura-shi) - 9 西鎌倉村 Nishi-Kamakura-mura („Dorf West-Kamakura“), 1894 zu 鎌倉町 Kamakura-machi (ab 1939 -shi) - 10 東鎌倉村 Higashi-Kamakura-mura („Dorf Ost-Kamakura“), 1894 zu Kamakura-machi (ab 1939 -shi) | - 11 腰越津村 Koshigoetsu-mura, ab 1931 腰越町 Koshigoe-machi, 1939 zu Kamakura-shi - 12 川口村 Kawaguchi-mura, ab 1933 片瀬町 Katase-machi, 1947 zu Fujisawa-shi - 13 深沢村 Fukasawa-mura, 1948 zu Kamakura-shi - 14 村岡村 Muraoka-mura, 1941 zu Fujisawa-shi - 15 長尾村 Nagao-mura, 1915 zwischen Toyoda-mura und 大正村 Taishō-mura geteilt (1939 zu Yokohama-shi) - 16 俣野村 Matano-mura, 1915 zu Taishō-mura (1939 zu Yokohama-shi) - 17 富士見村 Fujimi-mura, 1915 zu Taishō-mura (1939 zu Yokohama-shi) - 18 中和田村 Nakawada-mura, 1939 zu Yokohama-shi - 19 瀬谷村 Seya-mura, 1939 zu Yokohama-shi - 20 藤沢大富町 Fujisawa-Ōtomi-machi, 1907 zu Fujisawa-Ōsaka-machi im Kōza-gun (später Fujisawa-machi → -shi) |